# Cyclone Jude
Le cyclone Jude est le douzième système tropical, le 12e nommé et le 6e à atteindre le seuil de cyclone tropical. Bien qu'il ait commencé à être suivi par le CMRS de La Réunion avant la forte tempête tropicale Ivone, il a été nommé un peu plus tard que celle-ci (13e système mais 11e nommé) ce qui fait qu'il suit cette dernière dans l'ordre alphabétique contrairement à l'ordre numérique.
Après s'être développé d'une zone perturbée au large du nord-est de Madagascar, il a atteint le seuil de dépression tropicale 12. Suivant une trajectoire similaire au cyclone Dikeledi du début de la saison, le centre a ensuite réémergé dans le canal du Mozambique qu'il a traversé les 8 et 9 mars avant de toucher le nord du Mozambique en tant que cyclone tropical tôt le 10 mars. Faiblissant à tempête tropicale après avoir touché terre, il s'est rendu jusque dans le sud du Malawi comme dépression tropicale avant que sa trajectoire ne s'incurve vers le sud-est et qu'il ressorte dans le canal tard de 12 mars en direction du sud-ouest de Madasgascar. Le système s'est renforcé à forte tempête tropicale durant la traversée et a touché la côte tôt le 15 mars. Elle en est ressortie quelques heure plus tard sur l'océan Indien et s'est rapidement transformé en tempête pos-tropicale s'éloignant vers l'est-sud-est.
Jude a fait plusieurs dizaines de morts et de blessés en plus de dégâts considérables à Madagascar, au Malawi et au Mozambique.

## Évolution météorologique
Le 6 mars, le CMRS de La Réunion a commencé à suivre une perturbation tropicale à près de 900 km à l'est de la pointe nord de Madagascar. Le lendemain, elle était à rendu à moins de 300 kilomètres de la province d'Antsiranana à Madagascar et ses pluies devaient s'étendre jusqu'au nord de celle de Toamasina durant la journée. Les deux régions était déjà en alerte cyclonique selon Météo Madagascar et les régions de Sofia, Boeny et Besalampy en avertissement vert. À 18 h UTC, le CMRS a rehaussé le système à dépression tropicale. Quelques heures plus tard, le centre a touché la côte au nord de Sambava, puis a traversé le nord de Madagascar pour ressortir sur le canal du Mozambique au sud-ouest de Nosy Be tôt le 8 mars. Son passage sur le nord de Madagascar a causé des inondations.
Bien que la dépression devait passer bien au sud de Mayotte, le département a été placé en vigilance orange pour fortes pluies orageuses à 7 h 29 locale le 8 mars pour 24 heures. À 17 h UTC, le système a été reclassé tempête tropicale modérée Jude par le service météorologique malgache alors qu'elle se trouvait à 160 km au sud-sud-est de Mayotte.
À 12 h UTC le 9, Jude a été à nouveau rehaussé à forte tempête tropicale et des alertes cycloniques ont été émise pour les provinces de Nampula, Niassa, Manica, Tete, Zambézie et Sofala au Mozambique et pour le sud du Malawi. À 18 h, le système est devenu un cyclone tropical, équivalent à la catégorie 1 de l'échelle de Saffir-Simpson, à moins de 50 km de l'île de Mozambique,. Le centre de Jude a touché la côte 6 heures plus tard dans le district de Mossuril, puis a perdu de son intensité en entrant sur les terres. Le centre de la tempête tropicale est passé près de Nampula le 10 mars et de Blantyre (Malawi) le lendemain, diminué à dépression tropicale.
Le 12 mars, la trajectoire de Jude a tourné vers le sud-est et suivi la vallée du Zambèze vers la côte pour ressortir en mer à son embouchure dans le district de Chinde vers 22 h 30 UTC. Météo Madagascar a mis le sud de l'île en avertissement vert (pré-alerte).  Le 13 mars, le système est redevenu une tempête tropicale modérée sur le sud du canal du Mozambique, prévu de passer au nord de l'île Europa, et l'alerte est passée à jaune à Madagascar,.
Le 14 mars, Jude est rehaussé à forte tempête tropicale en approchant de l'extrême sud de Madagascar et l'alerte cyclonique a été mise à rouge pour la province de Toliara,. Juste après 0 h UTC le 15 mars, la tempête a touché la côte malgache près d'Itampolo. Subissant, la friction sur le relief montagneux et un cisaillement des vents croissant en altitude, Jude est devenu asymétrique et a faibli. Elle est ressortie dans l'océan Indien à l'est-nord-est d'Ambovombe, district de Taolanaro. À 0 h UTC le 16, la structure de vents de Jude est devenue allongée et elle est reclassée tempête post-tropicale se déplaçant rapidement vers l'est-sud-est dans le dernier bulletin du CMRS de la Réunion. Cette dernière est devenue extratropicale le lendemain et le Joint Typhoon Warning Center (JTWC) a cessé de la suivre.

## Conséquences

### Bilan général
| Pays       | Décès | Blessés | Dégâts (milliards $US) | Référence |
| ---------- | ----- | ------- | ---------------------- | --------- |
| Madagascar | 2     | 1       | N/D                    | ,         |
| Malawi     | 3     | 15      | N/D                    | ,         |
| Mozambique | 16    | 135     | N/D                    | ,         |
| Total      | 21    | 151     | N/D                    |           |

### Madagascar
Lors du passage de Jude à Madagascar le 8 mars, dans une zone déjà frappée plus tôt par le cyclone Dikeledi en janvier, les autorités ont rapporté au moins une personne a été tuée, une blessée et 4 100 affectées, dont 3 617 déplacées dans 9 sites temporaires, principalement dans le district de Maroantsetra du nord de l'île. Au moins environ 1 300 maisons ont été inondées, dont 37 détruites, alors que 37 salles de classe ont été submergées et 3 autres détruites.
La seconde frappe de Jude dans le sud du pays a fait des dégâts importants dans les districts de Toliara, d'Ampanihy, de Beloha, de Tsihombe, d'Ambovombe et de Tolagnaro. Les vents ont cassé branches et poteaux électriques, couché des arbres au sol, arraché des tôles de toits. La pluie a causé  des crues dans les zones traversées les plus vulnérables,. Les autorités ont rapporté le 16 mars, qu'il n'y avait aucun décès mais qu'une personne a été blessée dans le fokontany d'Ambaniavoha, district d'Ambovombe, et 14 402 personnes sinistrées, principalement dans la région d'Atsimo-Andrefana. Plus de 9 900 personnes ont dû être déplacées et 3 774 habitations ont subi des dégâts, dont 962 totalement détruites. Un rapport du 18 mars du Bureau de la coordination des affaires humanitaires de l'ONU (OCHA) mettait à jour ces chiffres, la tempête faisant un mort et au moins 15 000 personnes ont été touchées, dont 10 587 déplacés vers 24 refuges temporaires. Il y était aussi rapporté que 1 172 maisons ont été inondées, dont 1 640 partiellement endommagées et 1 160 détruites. Les cours ont été annulés pour environ 48 000 élèves, 89 salles de classe ayant été détruites et 182 endommagées.

### Malawi
Au Malawi, le gouvernement a émis une alerte à la tempête tropicale le 10 mars pour le sud du pays et les écoles de la zone susceptible d'être touchée ont été fermées entre le 10 et le 13 mars. Tous les groupes humanitaires ont été activés et un centre d'opérations d'urgence (EOC) mis sur pied à Blantyre. Deux bateaux ont été fournis pour les opérations de sauvetage à Bangula, tandis que des approvisionnements alimentaires d'urgence ont été prépositionnés à Liwonde, Blantyre, Bangula (en), Ntcheu et Phalombe. La Croix-Rouge du Malawi a mobilisé des équipes de premiers secours mobilisées dans les zones à risque.
Au 13 mars, environ 11 370 personnes, représentant environ 2 527 ménages, ont été affectées dans huit districts et les autorités ont rapporté 15 blessés. Le Conseil du district de Phalombe a été le plus durement touché avec 5 634 personnes, suivi de près par celui de Nsanje avec 2 007. Ce sont 3 029 personnes qui ont dû trouver refuge dans six camps. Le commissaire du district de Zomba a rapporté que deux ponts clés à Chingale ont été emportés par les pluies, isolant le secteur, et certaines cultures ont été lavées. Le Département de la gestion des catastrophes (DoDMA) a signalé que les inondations ont touché environ 172 ménages, représentant environ 774 personnes à Mulanje.
À Mangochi, il a été signalé 1 421 personnes déplacées. À Nsanje, 3 personnes sont portées disparues après le naufrage d'un canoë dans la rivière Ruo. Des maisons ont également été submergées par les crues de la rivière Nyamadzere. Dans le district de Mwanza, deux enfants ont été grièvement blessés à la suite de l'effondrement d'un mur de leur maison. À Neno, l'effondrement de poteaux électriques a fait perdre l'électricité, affectant 91 foyers et environ 410 personnes et la plupart des routes étaient impraticables. À Phalombe, l'équipe nationale de recherche et de sauvetage, a été déployée suite aux rapports d'inondations à TA Mkhumba. D'autres zones touchées comprennent Thyolo, où 849 personnes ont été touchées. Au total, plus de 3 600 personnes ont été sinistrés.
Le 14 mars, les 3 disparus dans la rivière Ruo ont été rapportés noyés et le nombre de sans abri était augmenté à 20 000 personnes selon DoDMA.

### Mozambique
Le 10 mars, Jude a touché terre dans le district de Mossuril, province de Nampula, dans le nord qui a été frappé par de fortes pluies, des vents destructeurs et une mer dangereuse. Un financement de 6 millions de dollars US préétabli du Fonds central d'intervention d'urgence (CERF) de l'ONU a été débloqué pour le Mozambique en réponse rapide aux cyclones.
Un rapport du 13 mars de l'Institut national de gestion des catastrophes (INGD) du Mozambique mentionnait 9 morts, 20 blessés, 100 410 personnes touchées. Les autorités notent aussi 20 000 maisons totalement ou partiellement détruites en plus de 28 centres de santé et 59 écoles touchés. Au 15 mars, le bilan humain dans ce pays est rehaussé à 16 morts, 2 disparus et 60 blessés avec plus de 300 000 personnes affectées et près de 33 000 habitations détruites, selon l’INGD. Le 19 mars, le nombre de blessés a été rehaussé à 135,.

## Secours
Dans les trois pays, la réponse humanitaire ont été mise à rude épreuve en raison des interventions toujours en cours pour les cyclones Chido de décembre 2024 et Dikeledi de janvier 2025, ainsi que des épidémies de choléra en cours au Mozambique, de l'insécurité alimentaire, des conflits et des tensions politiques.
Au Malawi, la Croix-Rouge a fourni une aide financière à 1 029 familles à Phalombe et Blantyre, chaque ménage recevant plus de 40 dollars. Les partenaires alimentaires ont distribué des kits à 171 familles déplacées dans le district de Mulanje dès l'entrée du cyclone au Malawi et ont poursuivi ensuite grâce aux fournitures prépositionnées. Huit camps ont été établis pour abriter les personnes déplacées.
À Madagascar, le gouvernement et ses partenaires, ont fourni de la nourriture, de l'eau, des services de protection et de santé. La réponse prévue pour le cyclone Honde a servi aussi aux besoins supplémentaires causés par Jude dans le Sud du pays. Certaines agences humanitaires ont mobilisé plus de 500 000 dollars américains pour des abris et des kits d'eau, d'assainissement et d'hygiène pour 3 300 familles. Le Bureau national de gestion des risques et des catastrophes (BNGRC) a fourni 107 tonnes de produits divers, tandis que le service aérien d’aide humanitaire des Nations unies (UNHAS) répare les pistes d'atterrissage dans les districts d'Ampanihy et d'Ambovombe avec les autorités locales. Le Bureau de la coordination des affaires humanitaires (OCHA) a utilisé l'imagerie satellitaire pour l'analyse des inondations et a pré-déployé du personnel dans le Grand Sud.
Au Mozambique, les fonds du Fonds central d'intervention d'urgence (CERF) ont été décaissés trois jours avant l'arrivée des cyclones, permettant à certaines agences des Nations unies de commencer leurs activités d'action anticipative. Parallèlement, les partenaires évaluaient les ressources disponibles dans le pays pour soutenir la réponse gouvernementale. Cependant, les résultats préliminaires indiqaiuent que les niveaux de stocks étaient  faibles et que de nombreuses populations touchées pourraient ne pas recevoir d'aide d'urgence.